# Лазерная команда
«Лазерная команда» (англ. Lazer Team) — американский фантастический комедийный боевик 2015 года, снятый режиссёром Мэттом Халлумом. Это является первым полнометражным фильмом компании «Rooster Teeth».
Фильм был, в основном, финансирован благодаря успешной кампании на сайте Indiegogo, получив 2,4 млн долларов всего за месяц. Съёмки начались в октябре 2014 года, основные съёмки были проведена в городе Остин, штат Техас, и в штате Нью-Мексико. Премьера фильма состоялась 24 сентября 2015 года на кинофестивале Fantastic Fest. В кинотеатры фильм попал 27 января 2016 года. С 10 февраля 2016 года, фильм доступен для просмотра на YouTube Red.

## Сюжет
В 1977 году правительство США получает сигнал из космоса, который им удаётся раскодировать. Сообщение является предупреждением от инопланетной расы антаранцев, которые предупреждают землян о грядущем вторжении враждебных воргов. Чтобы помочь людям защищаться, они обещают прислать так-называемый Костюм Силы для «Защитника Земли». Зная, что у них есть несколько десятилетий на подготовку своего героя, армия создаёт проект «Персей» во главе с полковником Эмори. Эмори находит подходящего младенца по-имени Адам, подходящего по умственным и физическим параметрам, и тренирует его быть лучшим из лучших с самого раннего возраста.
38 лет спустя, подготовка Адама закончена. Он физически и морально готов защищать Землю. Костюм Силы уже в пути, и корабль курьера приземлится неподалёку от небольшого городка под названием Милфорд, где его ожидают военные.
Энтони Хэгана — помощника шерифа Милфорда — вызывают на вечеринку, где школьный футболист Зак Спенсер устроил драку. Хэган обнаруживает там свою дочь Минди, которая, оказывается, встречается с Заком. Он оглушает Зака тазером и сажает его в свою машину. По пути в участок, он замечает нелегальные фейерверки, которые запускают Герман Мендоса и Вуди Джонсон. Хэган требует, чтобы они прекратили, однако Герман запускает огромную ракету, которая сбивает пролетающий НЛО.
Эта четвёрка добирается до места падения корабля и обнаруживает странный костюм, состоящий из шлема,
сапог, левой перчатки и пушки вместо правой перчатки. Герман надевает сапоги, Вуди пробует шлем, Зак берёт пушку, а Хэган случайно надевает левую перчатку. Все части костюма намертво впиваются в тела носителей и кодируются к их ДНК. Сапоги позволяют Герману двигаться с нечеловеческой скоростью, шлем повышает интеллект Вуди и имеет ряд других функций, пушка является мощным бластером, а перчатка генерирует силовой щит. НЛО проецирует голограмму антаранца, который предупреждает их о грядущей войне. Прибывают военные и хватают группу. Слишком поздно полковник Эмори узнаёт, что Зак уже успел сделать селфи с костюмом и выставить его в Facebook, подписав фото «Лазерная команда» (при этом неправильно написав слово «лазер»). Эмори поручает разгневанному Адаму, которого эта четвёрка неудачников лишила триумфа, тренировать команду и даёт ему на это четыре дня, так как затем должны прилететь ворги. Как и следовало ожидать, ничего из этой затеи не выходит.
Ворги засылают на Землю зонд с механическими насекомыми, которые берут под контроль группу солдат, управляя ими как марионетками и вооружая их бластерами. Солдаты приходят домой к Хэгану и хватают его дочь.
Вуди узнаёт, что военные решили ампутировать их конечности, чтобы снять части костюма и отдать их Адаму. Им удаётся бежать, при этом демонстрируя ещё более невероятные способности костюма, работая сообща, и они прячутся в лесном домике бывшей жены Хэгана. Зак связывается с Минди через Skype и выдаёт ей их местоположение, не зная, что она тоже является марионеткой воргов. Минди прибывает и нападает на команду, однако им удаётся обезвредить её и уничтожить насекомоподобное устройство. Убегая от зомбированных солдат, команде удаётся убить одного из них и оторваться от погони. Минди всё это снимает на видео и выставляет в соцсеть. 
Они едут в школу Зака и Минди, но над школьным футбольным полем зависает звездолёт антаранцев, который изолирует зону силовым куполом. Ворги посылают сообщение всему миру, требуя сразиться с Защитниками Земли. В противном случае, они уничтожат планету. На команду опять нападают зомбированные солдаты, но им удаётся уничтожить их, работая вместе. Все, кроме Хэгана, решают прятаться. Хэган сдаётся военным и предлагает добровольно пойти под нож. Однако Адам спасает его и помогает ему добраться до школы. Там они обнаруживают остальных членов команды. Выкрав полицейскую машину, команда врезается в силовое поле и пробивает его.
Корабль проецирует голограммы антаранцев на трибуны. Появляется воин воргов, облачённый в точно такой же костюм. Шлем Вуди перехватывает сообщение с корабля, и команда понимает, что это — никакая не война, а всего лишь спортивный турнир, подстроенный антаранцами. Эти инопланетяне сталкивают разумные цивилизации и дают каждой Костюм Силы. Затем лучшие воины этих цивилизаций сражаются насмерть. Планета проигравшего уничтожается. Команда пытается сражаться с воргом, но этот опытный воин с лёгкостью побеждает их. Затем Адам отвлекает его, намеренно жертвуя собой, чтобы продемонстрировать команде, как пользоваться самым мощным оружием костюма. Команда собирается и начинает заряжать луч из тёмного вещества. Ворг делает то же самое. Столкновение лучей приводит к образованию пространственно-временной дыры, которая засасывает ворга и звездолёт, тогда как команду выбрасывает за пределы силового поля.
Все ликуют. Прибывает полковник Эмори, который говорит, что война ещё не закончилась и что «Лазерная команда» отправляется в космос.

## В ролях
- Берни Бёрнс — Энтони Хэган, полицейский и член «Лазерной команды». Хэган носит левую перчатку костюма, которая позволяет ему создавать силовой щит.
- Гавин Фри — Вудро «Вуди» Джонсон, член «Лазерной команды». Вуди носит шлем костюма, который повышает его интеллект и даёт доступ к ряду других функций, например способность видеть сквозь предметы.
- Майкл Джонс — Закари «Зак» Спенсер, квотербек школьной футбольной команды и член «Лазерной команды». Зак носит правую руку костюма, которая является мощной энергетической пушкой.
- Колтон Данн — Герман Мендоса, бывший футболист (до перелома ноги) и член «Лазерной команды». Герман носит сапоги костюма, которые позволяют ему бегать со сверхчеловеческой скоростью.
- Элли Деберри — Минди Хэган, дочь Энтони, чирлидер в школе и девушка Зака.
- Алан Ритчсон — Адам, Защитник Земли.
- Стив Ширер — полковник Эмори.
- Кирк Джонсон — офицер Ванденблум.
- Бенджамин Скот — генерал Кейл.
- Джонни Уолтер — Мёрдок.
- Крис Демарэ — Франксен.
- Джереми Сент-Джеймс — Бин.
- Нил Деграсс Тайсон — сам себя (камео).